# M 57
M 57 war ein Minensuchboot des Typs Minensuchboot 1916 der deutschen Kaiserlichen Marine und der Reichsmarine, das ab dem 1. Dezember 1922 aus der Liste der Kriegsschiffe gestrichen und weiterhin als Wohnhulk K 101 Wb der Marine in Kiel verwendet wurde. Diese Funktion erfüllte es auch in der Kriegsmarine bis zum Sommer 1939. Der weitere Verbleib ist unbekannt.

## Bau und technische Daten
Das Boot war das erste seiner Klasse, das 1916 auf Kiel gelegt wurde. Der Bau erfolgte bei der Seebeck-Werft in Geestemünde. Da es beim Bau zu Problemen kam, lief es dort erst am 1. Juli 1917 als Minensuchboot M 57 vom Stapel. Am 16. September 1917 wurde es in Dienst gestellt. Das Boot hatte eine Länge von 59,30 m über Alles (56,10 m in der Wasserlinie) war 7,30 m breit und hatte 2,20 m Tiefgang. Die Wasserverdrängung betrug 506 t (Konstruktion) bzw. 535 t (maximal). Die Bewaffnung bestand aus zwei 8,8-cm-Geschützen L/30, und bis zu 30 Minen konnten mitgeführt werden. Zwei Verbunddampfmaschinen mit dreifacher Dampfdehnung und zusammen 1750 PS ermöglichten eine Höchstgeschwindigkeit von 16,0 Knoten. Der Bunkervorrat von 130 t Kohle ergab einen Aktionsradius von 2000 Seemeilen bei 14 Knoten Marschgeschwindigkeit. Die Besatzung zählte 40 Mann.